# Esther Süss
Esther Süss (Brugg, Argòvia, 19 de març de 1974) és una esportista suïssa que competeix en ciclisme de muntanya en la disciplina de marató i a la de camp a través, guanyadora d'una medalla de bronze al Campionat Mundial de Ciclisme de Muntanya de 2013 i dues medalles de plata al Campionat Europeu de Ciclisme de Muntanya, en els anys 2012 i 2015.

## Palmarès en ciclisme de muntanya
- 2008
  -  Campiona d'Europa en Marató
- 2010
  -  Campiona del món en Marató
  -  Campiona d'Europa en Marató
- 2013
  -  Campiona d'Europa en Marató